# Maquech

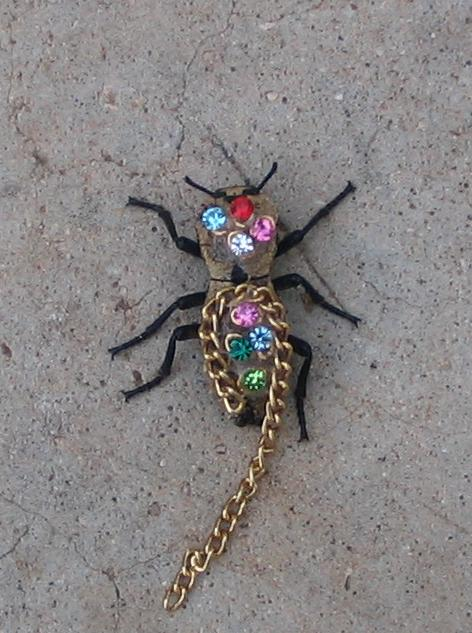
Maquech: Ein lebender Käfer als Schmuckstück

Ein Maquech (auch Makech) ist ein von Menschenhand geschmückter Käfer, der auf der mexikanischen Halbinsel Yucatan als lebendige Brosche verkauft und traditionell an der Kleidung getragen wird. Dieser Brauch geht auf eine Legende der Ureinwohner Yucatans, die Maya, zurück.
Der Name Maquech entstammt einer Maya-Sprache. Als Zopherus chilensis gehört der Maquech zur Ordnung der Käfer. 19 Arten von Zopherus sind in Nord- und Zentralamerika beheimatet.

## Beschreibung des Käfers
Der Maquech gehört als Zopherus chilensis zur Unterordnung der Polyphaga und der Überfamilie Tenebrionoidea. Er ist lang und zylindrisch, die miteinander verschmolzenen Flügeldecken sind sehr dick. Die Flügeldecken sind miteinander verschmolzen, so dass diese Käfer nicht fliegen können. Daher haben sich diese Arten nur innerhalb bestimmter Gebiete verbreiten können. Die nördlich des Rio Grande lebenden Arten sind fast alle gleichmäßig schwarz gefärbt, während die tropischen Arten fast alle schwarz-weiße Muster tragen. 

Der Maquech gehört zu den holzbohrenden Arten und ernährt sich überwiegend von verrottendem Holz und der Rinde morscher Bäume, aber auch von Weichteilen toter Tiere.

## Verwendung als Schmuck

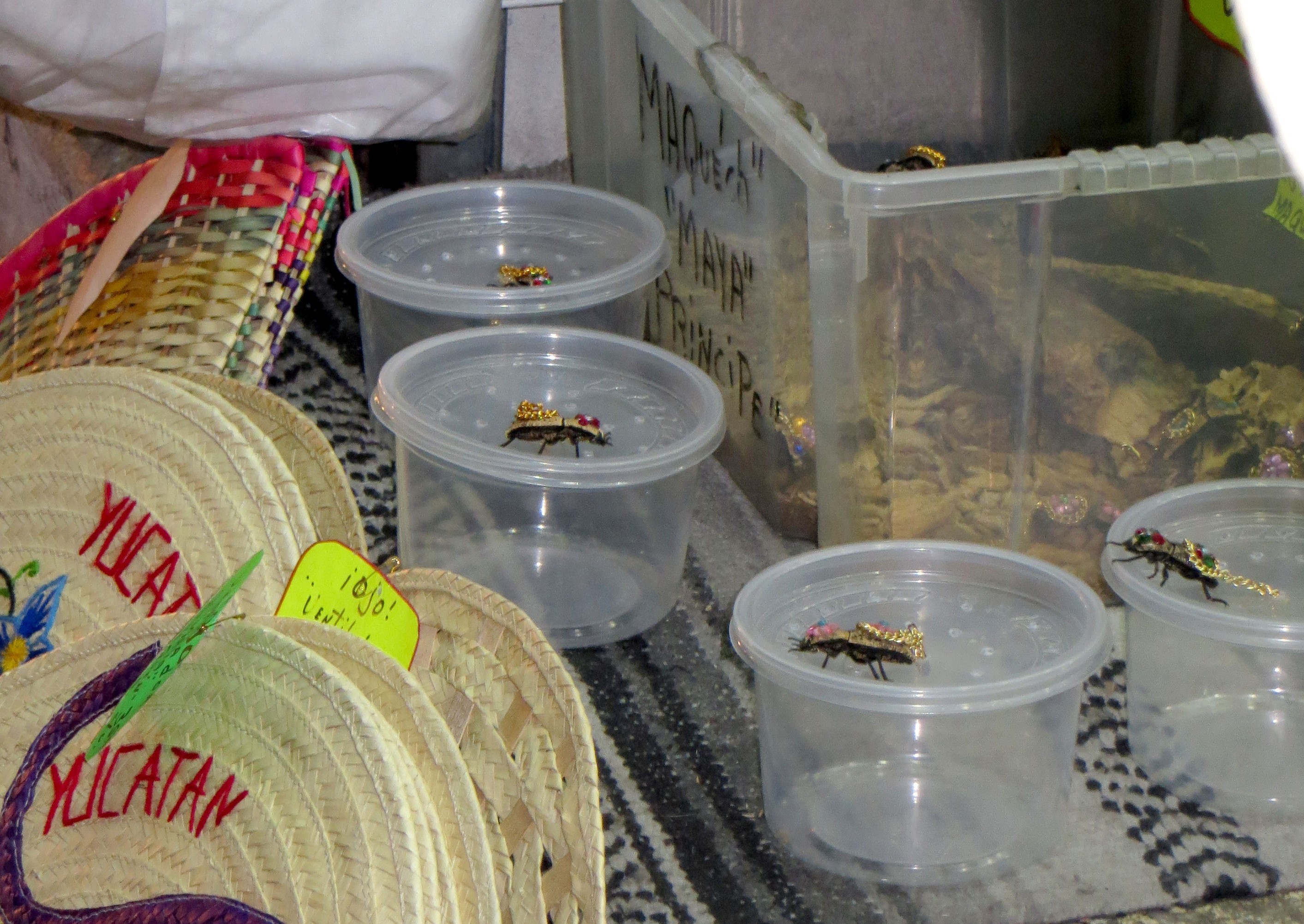
Zum Verkauf angebotene Maquech in einem Geschäft in Mérida

In manchen Gegenden Yucatans, vor allem in Mérida und Umgebung, tragen einige Frauen und Männer traditionell einen Maquech als Brosche an der Kleidung. Er wird dort in vielen Geschäften und Märkten zum Kauf angeboten, die Preise variieren je nach Saison.
Mit einem Klebestift werden geschliffene Schmucksteinchen aus Glas oder anderem Material sowie eine kurze Kette am Körper des Käfers befestigt. Mit einer Sicherheitsnadel am anderen Ende der Kette wird der Maquech sichtbar an die Oberbekleidung geheftet. Um ihn am Leben zu erhalten, wird er zwischenzeitlich üblicherweise in einer Art Terrarium aufbewahrt, das oft nur in einem kleinen, mit Holzstückchen gefüllten Glas- oder Kunststoffgefäß besteht.

## Die Maya-Legende"Die Prinzessin und der Käfer"
Die Legende La princesa y el escarabajo liefert die Begründung, warum der Maquech bei den Nachfahren der Maya als Liebeszauber und Symbol für Langlebigkeit gilt:
Die Lieblingstochter des Maya-Herrschers Ahnú Dtundtunxcaán, Cuzán, sollte dem Wunsch ihres Vaters gemäß den Prinzen Ek Chapat heiraten. Sie aber verliebte sich in dessen Begleiter, einen einfachen jungen Mann namens Chalpol, der ihre Gefühle erwiderte. Sie trafen sich heimlich unter der Ceiba, dem heiligen Baum, wo die Götter die Gebete der Sterblichen erhören. Als der König erfuhr, dass Chalpol der Liebhaber seiner Tochter war, befahl er, dass Chalpol geopfert wird. Cuzán flehte den Vater um Gnade an und versprach, ihn nie wieder sehen und stattdessen die Frau des Prinzen Ek Chapat zu werden. 
Als die Prinzessin sich nachts allein in ihrer Kammer aufhielt, kam ein Schamane, der ihr einen Käfer reichte. Dieses Tier, so sagte er, sei Chalpol, ihr Geliebter, dem das Leben geschenkt worden sei. Der Herrscher hatte aber gefordert, Chalpol in ein Insekt zu verwandeln; als Strafe für dessen Anmaßung, die Prinzessin zu lieben. Cuzán nahm den Käfer in ihre Hände und sprach zu ihm: "Ich habe geschworen, dich nie zu verlassen und werde mein Versprechen erfüllen." 

Sie ließ den Käfer vom besten Juwelier des Reiches mit Edelsteinen bedecken und hielt ihn an einem seiner Beine mit einer goldenen Kette an ihrer Brust und sprach: "Maquech, du bist ein Mann, lausche dem Schlag meines Herzens, darin wirst du leben in Ewigkeit. Ich habe den Göttern geschworen, nie zu vergessen." Er fügte hinzu: "Die Götter haben nie eine solche Liebe gekannt, so intensiv und so lebendig wie diese, die meine Seele verbraucht." 
So ist die Prinzessin mit ihrem Geliebten Chalpol als Maquech über die Gesetze der Zeit in Liebe verbunden.

## Belege
1. ↑  Charles A. Triplehorn: A review of the genus Zopherus of the world (Coleoptera: Tenebrionidae). Smithsonian Contributions to Zoology, 1972, Vol. 108, S. 1–20